# تحلیل‌گر خبره مالی
گواهینامهٔ تحلیل‌گر خبرهٔ مالی (به انگلیسی: Chartered Financial Analyst) یکی از معتبرترین و شناخته‌شده‌ترین گواهینامه‌های بین‌المللی در حوزهٔ مالی و سرمایه‌گذاری است، که توسط مؤسسهٔ آمریکایی CFA ارائه می‌شود. فرد واجد شرایطی که بتواند هر سه سطح آزمون این مؤسسه را بگذراند به عنوان «CFA charterholder» شناخته می‌شود. تا سال ۲۰۱۶، نزدیک به ۱۳۲ هزار نفر توانسته‌اند در سراسر دنیا این عنوان را کسب کنند.

## آزمون تحلیل گر خبره مالی و دروس
برای دریافت این گواهینامه باید سه سطح از آزمون گذارنده شود که از سطح اول شروع و بالاترین سطح، سطح سوم خواهد بود. مجموعه دروسی که در هر سه سطح مورد آزمون قرار می‌گیرند عبارتست از: استانداردهای اخلاقی، اقتصاد، روش‌های کمی، صورت‌های مالی، سهام، اوراق قرضه و اوراق مشتقه. آزمون‌های CFA از کیفیت بالایی برخوردار است و مؤسسه CFA حساسیت بسیار بالایی روی شرایط امتحان دارد و تنبیهات بسیاری را برای تخلف در این آزمون در نظر گرفته است.

## این گواهینامه چه مزایایی دارد؟
دارندگان این گواهینامه از مزیت قرارگیری در موقعیت شغلی مالی و سرمایه‌گذاری در سراسر دنیا قرار دارند. بهبود سطح درآمدی، افزایش قابل توجه اعتبار رزومه کاری از جمله مزایایی است که دارندگان مدرک CFA از آن برخوردارند.

## لینک‌های مرتبط
- سایت رسمی مؤسسه CFA